# Buttero

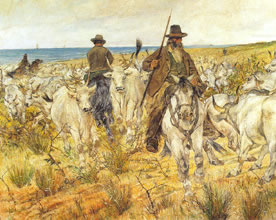
I Butteri (Los butteros), Giovanni Fattori (1893).

Buttero es el nombre dado al pastor a caballo de ganados vacunos típico de la Maremma en Toscana y en otras zonas de Italia, como la Campaña romana y el Agro Pontino. 
El nombre deriva aparentemente del griego boútoros, 'el que empuja los bueyes', término formado por bous, 'buey', y teíro, 'empujar, punzar'.
El buttero cabalga habitualmente el caballo típico de la pantanosa Maremma, un maremmano. La silla de montar es característica y llamada bardella. Su ropaje está constituido por calzones de una tela rústica de algodón tramado en saia (diagonal) llamados fustagnos, calza los cosciali (especie de grandes polainas de cuero), y lleva una chaqueta de terciopelo y un sombrero alar negro. Se protege de la lluvia con un capote de grandes dimensiones llamado pastràno, que recuerda al poncho del gaucho rioplatense. Para guiar a los vacunos y equinos utiliza un largo bastón llamado mazzarella.